# 13679 Shinanogawa
13679 Shinanogawa (tên chỉ định: 1997 OZ1) là một tiểu hành tinh vành đai chính. Nó được phát hiện bởi Tomimaru Okuni ở Nanyo Observatory ngày 29 tháng 7 năm 1997. Nó được đặt theo tên Shinano River of Japan.